# ファン・フイ・クアト

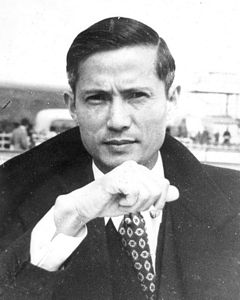
ファン・フイ・クアト

ファン・フイ・クアト（ベトナム語：Phan Huy Quát、1911年 - 1979年4月27日）は、ベトナム共和国の政治家。ベトナム共和国首相（1965年）。

## 来歴
北部ベトナムのハティン省カンロック県（現在のロックハ県）で黎朝以来の名家に生まれる。内科医を経てバオ・ダイ政権下で教育相・国防相を歴任、1954年には一時的にではあるが、首相代行を務めた。ゴ・ジン・ジェム政権下ではカトリック優遇策に反対し、ゴ政権を倒したズオン・バン・ミン政権下で諮問会議のメンバーに指名。更にグエン・カーン政権下で外務大臣を務めた。
1965年2月15日にグエン・カーン政権が、グエン・バン・チューやグエン・カオ・キなど少壮将校のクーデターで倒れると、ファン・カク・スー国家評議会議長(国家元首)によって首相に就任。民政移管を目指すものの、カトリックと仏教徒の宗教対立から政情が不安定化。加えてファン・カク・スーとの対立も際立ってしまい、事態収拾が侭ならないまま6月15日にファン・カク・スー共々退陣。後事をグエン・バン・チューやグエン・カオ・キ率いる軍部に委ねた。
サイゴン陥落後は解放戦線によって拘束、ベトナム統一後も獄中にあって生涯を閉じた。歴史家のファン・フィ・レは異母弟。